# Nyce
Nyce, noto anche come Nyce Da Future (New York, ...), è un rapper statunitense.
È sotto contratto con una casa discografica sussidiaria della G-Unit Records, la Infamous Records. Egli è membro di un gruppo rap chiamato Natural Born Killers con Lyfe Jennings e KG, entrambi sotto contratto con la Infamous Records.

## Biografia
Quando Nyce era giovane iniziò a scrivere rime dopo aver ascoltato molti album del rap Old School come: Mobb Deep, Nas, Wu-Tang Clan, The Notorius B.I.G., 2Pac. Dopo essere stato ispirato da questi artisti Nyce iniziò a fare del freestyle e a battagliare in diretta. Venne chiamato alla Infamous Records da Havoc dei Mobb Deep, opportunità che gli consentì di collaborare con altri artisti e produttori rap.

### Controversie
Nyce ha pubblicato un disco con tanto di video chiamato "Eulogy" contro Cam'ron e vari artisti della Dipset. Questa traccia era rivolta anche contro The Game.

## Discografia
- 2008 - 38 In the Head (con DJ Whoo Kid)[2]
- TBA - Money Doesn't Lie to You[3]